# 샤움부르크리페 후국
샤움부르크리페 후국(독일어: Fürstentum Schaumburg-Lippe)은 1647년 설립된 영방국가다. 본래 백국이었으나 1807년 후국으로 승격되었다. 수도는 뷔케부르크로 오늘날 니더작센주의 일부를 영토로 하고 있었다. 독일 연방, 라인 동맹, 북독일 연방, 독일 제국의 구성국으로 참여했지만 제1차 세계 대전에서 독일 제국이 붕괴한 이후 자유국으로 재탄생했다. 샤움부르크리페라는 지명은 1946년이 되어서야 없어진다.

## 역사
샤움부르크리페는 1647년 샤움부르크 백국의 분할로 탄생한 국가로, 브라운슈바이크뤼네부르크 공작과 헤센카셀 방백, 리페 후작의 조약에 따라 새로 설립되었다. 1640년 홀슈타인샤움부르크 백작 오토 5세가 후계자 없이 사망하면서 분할이 이루어졌다. 샤움부르크리페의 초기 위치는 매우 예방적인 것으로, 이들은 헤세카셀에 속한 샤움부르크 백작의 시설과 기관들을 공유했다. 이러한 공유 시설에는 뷔케부르크의 높은 생산율을 자랑하는 광산들과 그것에 대한 헤세카셀 방백국의 봉건적 권리 역시 그대로 유지되었다. 샤움부르크리페 백작 프리드리히 크리스티안이 영토를 다스릴 때는 통치 자체가 위협을 받기도 했다. 이러한 위협에 대응하여 프리드리히의 손자 빌헬름은 소규모 영토에 주둔하는 군대로써는 규모가 큰 1,000명의 병력을 유지했다.
샤움부르크리페는 1807년 후국으로 승급했다. 1871년 이 국가는 독일 제국의 구성국으로 자리 잡았다. 인구 면에서 이 국가는 1913년 독일 내에서 가장 작은 국가였다. 수도 뷔케부르크를 제외하고는 슈타트하겐이 유일한 도시였다. 1868년 헌법에 따라 15명의 법률의원이 있었고, 이 중 10명이 마을과 교외 지역에서 선출되었고, 3명은 각각 귀족 집안과 교육계층, 그리고 성직자 계급에서 선출되었으며, 나머지 2명은 후작이 선출했다. 샤움부르크리페는 독일 연방상원과 국가의회에 의원을 보내기도 했다. 독일 11월 혁명으로 인해 군주제가 붕괴되자 샤움부르크리페도 자유국으로 체제가 변경되었다.